# EPrix van Mexico-Stad 2020
De ePrix van Mexico-Stad 2020 werd gehouden op 15 februari 2020 op het Autódromo Hermanos Rodríguez. Het was de vierde race van het zesde Formule E-seizoen.
De race werd gewonnen door Panasonic Jaguar Racing-coureur Mitch Evans. António Félix da Costa werd voor DS Techeetah tweede, terwijl Nissan e.Dams-coureur Sébastien Buemi als derde eindigde.

## Kwalificatie
| Pos                 | No | Coureur                | Team                             | Q1        | Q2       | Grid |
| ------------------- | -- | ---------------------- | -------------------------------- | --------- | -------- | ---- |
| 1                   | 36 | André Lotterer         | TAG Heuer Porsche Formula E Team | 1:08.346  | 1:07.922 | 1    |
| 2                   | 20 | Mitch Evans            | Panasonic Jaguar Racing          | 1:08.174  | 1:07.985 | 2    |
| 3                   | 94 | Pascal Wehrlein        | Mahindra Racing                  | 1:08.362  | 1:08.200 | 24   |
| 4                   | 17 | Nyck de Vries          | Mercedes-Benz EQ Formula E Team  | 1:08.294  | 1:08.214 | 3    |
| 5                   | 23 | Sébastien Buemi        | Nissan e.Dams                    | 1:08.363  | 1:08.364 | 4    |
| 6                   | 2  | Sam Bird               | Envision Virgin Racing           | 1:08.394  | 1:08.444 | 5    |
| 7                   | 4  | Robin Frijns           | Envision Virgin Racing           | 1:08.435  |          | 6    |
| 8                   | 7  | Nico Müller            | GEOX Dragon                      | 1:08.479  |          | 7    |
| 9                   | 25 | Jean-Éric Vergne       | DS Techeetah                     | 1:08.496  |          | 8    |
| 10                  | 13 | António Félix da Costa | DS Techeetah                     | 1:08.540  |          | 9    |
| 11                  | 5  | Stoffel Vandoorne      | Mercedes-Benz EQ Formula E Team  | 1:08.636  |          | 10   |
| 12                  | 48 | Edoardo Mortara        | ROKiT Venturi Racing             | 1:08.661  |          | 11   |
| 13                  | 22 | Oliver Rowland         | Nissan e.Dams                    | 1:08.726  |          | 12   |
| 14                  | 64 | Jérôme d'Ambrosio      | Mahindra Racing                  | 1:08.788  |          | 23   |
| 15                  | 6  | Brendon Hartley        | GEOX Dragon                      | 1:08.878  |          | 13   |
| 16                  | 18 | Neel Jani              | TAG Heuer Porsche Formula E Team | 1:08.880  |          | 14   |
| 17                  | 11 | Lucas di Grassi        | Audi Sport ABT Schaeffler        | 1:08.998  |          | 15   |
| 18                  | 28 | Maximilian Günther     | BMW i Andretti Motorsport        | 1:09.098  |          | 16   |
| 19                  | 51 | James Calado           | Panasonic Jaguar Racing          | 1:09.331  |          | 17   |
| 20                  | 27 | Alexander Sims         | BMW i Andretti Motorsport        | 1:09.376  |          | 18   |
| 21                  | 19 | Felipe Massa           | ROKiT Venturi Racing             | 1:09.450  |          | 19   |
| 22                  | 33 | Ma Qing Hua            | NIO 333 FE Team                  | 1:10.176  |          | 20   |
| 110%-tijd: 1:14.991 |    |                        |                                  |           |          |      |
| NC                  | 3  | Oliver Turvey          | NIO 333 FE Team                  | 2:10.061  |          | 21   |
| NC                  | 66 | Daniel Abt             | Audi Sport ABT Schaeffler        | geen tijd |          | 22   |

## Race
| Pos | No | Coureur                | Team                             | Rondes | Tijd/Oorzaak uitval | Grid | Punten |
| --- | -- | ---------------------- | -------------------------------- | ------ | ------------------- | ---- | ------ |
| 1   | 20 | Mitch Evans            | Panasonic Jaguar Racing          | 36     | 46:42.093           | 2    | 26     |
| 2   | 13 | António Félix da Costa | DS Techeetah                     | 36     | +4.271              | 9    | 18     |
| 3   | 23 | Sébastien Buemi        | Nissan e.Dams                    | 36     | +6.181              | 4    | 15     |
| 4   | 25 | Jean-Éric Vergne       | DS Techeetah                     | 36     | +14.331             | 8    | 12     |
| 5   | 27 | Alexander Sims         | BMW i Andretti Motorsport        | 36     | +19.244             | 8    | 11     |
| 6   | 11 | Lucas di Grassi        | Audi Sport ABT Schaeffler        | 36     | +28.346             | 15   | 8      |
| 7   | 22 | Oliver Rowland         | Nissan e.Dams                    | 36     | +29.750             | 12   | 6      |
| 8   | 48 | Edoardo Mortara        | ROKiT Venturi Racing             | 36     | +30.204             | 11   | 4      |
| 9   | 94 | Pascal Wehrlein        | Mahindra Racing                  | 36     | +31.132             | 24   | 2      |
| 10  | 64 | Jérôme d'Ambrosio      | Mahindra Racing                  | 36     | +32.818             | 23   | 1      |
| 11  | 28 | Maximilian Günther     | BMW i Andretti Motorsport        | 36     | +35.512             | 16   |        |
| 12  | 6  | Brendon Hartley        | GEOX Dragon                      | 36     | +36.399             | 13   |        |
| 13  | 3  | Oliver Turvey          | NIO 333 FE Team                  | 36     | +50.888             | 21   |        |
| 14  | 18 | Neel Jani              | TAG Heuer Porsche Formula E Team | 36     | +1:04.891           | 14   |        |
| NC  | 5  | Stoffel Vandoorne      | Mercedes-Benz EQ Formula E Team  | 35     | +1 ronde            | 10   |        |
| DNF | 2  | Sam Bird               | Envision Virgin Racing           | 31     | Ongeluk             | 5    |        |
| DNF | 66 | Daniel Abt             | Audi Sport ABT Schaeffler        | 30     | Uitgevallen         | 22   |        |
| DNF | 33 | Ma Qing Hua            | NIO 333 FE Team                  | 25     | Ongeluk             | 20   |        |
| DNF | 17 | Nyck de Vries          | Mercedes-Benz EQ Formula E Team  | 18     | Remmen              | 3    |        |
| DNF | 36 | André Lotterer         | TAG Heuer Porsche Formula E Team | 11     | Schade ongeluk      | 1    | 3      |
| DNF | 19 | Felipe Massa           | ROKiT Venturi Racing             | 6      | Ongeluk             | 19   |        |
| DNF | 7  | Nico Müller            | GEOX Dragon                      | 2      | Ongeluk             | 2    |        |
| DSQ | 51 | James Calado           | Panasonic Jaguar Racing          | 36     | Gediskwalificeerd   | 17   |        |
| DSQ | 4  | Robin Frijns           | Envision Virgin Racing           | 36     | Gediskwalificeerd   | 6    |        |

## Tussenstanden wereldkampioenschap

### Coureurs
| Positie | No. | Rijder                 | Team                             | Punten |
| ------- | --- | ---------------------- | -------------------------------- | ------ |
| 01      | 20  | Mitch Evans            | Panasonic Jaguar Racing          | 47     |
| 02      | 27  | Alexander Sims         | BMW i Andretti Motorsport        | 46     |
| 03      | 13  | António Félix da Costa | DS Techeetah                     | 39     |
| 04      | 5   | Stoffel Vandoorne      | Mercedes-Benz EQ Formula E Team  | 38     |
| 05      | 11  | Lucas di Grassi        | Audi Sport ABT Schaeffler        | 32     |
| 06      | 2   | Sam Bird               | Envision Virgin Racing           | 28     |
| 07      | 22  | Oliver Rowland         | Nissan e.dams                    | 28     |
| 08      | 28  | Maximilian Günther     | BMW i Andretti Motorsport        | 25     |
| 09      | 48  | Edoardo Mortara        | ROKiT Venturi Racing             | 22     |
| 10      | 36  | André Lotterer         | TAG Heuer Porsche Formula E Team | 21     |

### Constructeurs
| Positie | Team                             | Punten |
| ------- | -------------------------------- | ------ |
| 01      | BMW i Andretti Motorsport        | 71     |
| 02      | Panasonic Jaguar Racing          | 57     |
| 03      | Mercedes-Benz EQ Formula E Team  | 56     |
| 04      | DS Techeetah                     | 55     |
| 05      | Nissan e.dams                    | 43     |
| 06      | Audi Sport ABT Schaeffler        | 40     |
| 07      | Envision Virgin Racing           | 38     |
| 08      | ROKiT Venturi Racing             | 24     |
| 09      | TAG Heuer Porsche Formula E Team | 21     |
| 10      | Mahindra Racing                  | 17     |